# Somogybabod, Somogy
Somogybabod  este un sat în districtul Fonyód, județul Somogy, Ungaria, având o populație de 506 locuitori (2011). 

## Demografie
Componența etnică a satului Somogybabod
     Maghiari (96,96%)
     Germani (3,04%)
Componența confesională a satului Somogybabod
     Romano-catolici (65,42%)
     Reformați (7,11%)
     Fără religie (5,53%)
     Luterani (4,94%)
     Necunoscută (16,21%)
     Atei (0,79%)
Conform recensământului din 2011, satul Somogybabod avea 506 locuitori. Din punct de vedere etnic, majoritatea locuitorilor (96,96%) erau maghiari, cu o minoritate de germani (3,04%).  Din punct de vedere confesional, majoritatea locuitorilor (65,42%) erau romano-catolici, existând și minorități de reformați (7,11%), persoane fără religie (5,53%) și luterani (4,94%). Pentru 16,21% din locuitori nu este cunoscută apartenența confesională.